# 佳得乐

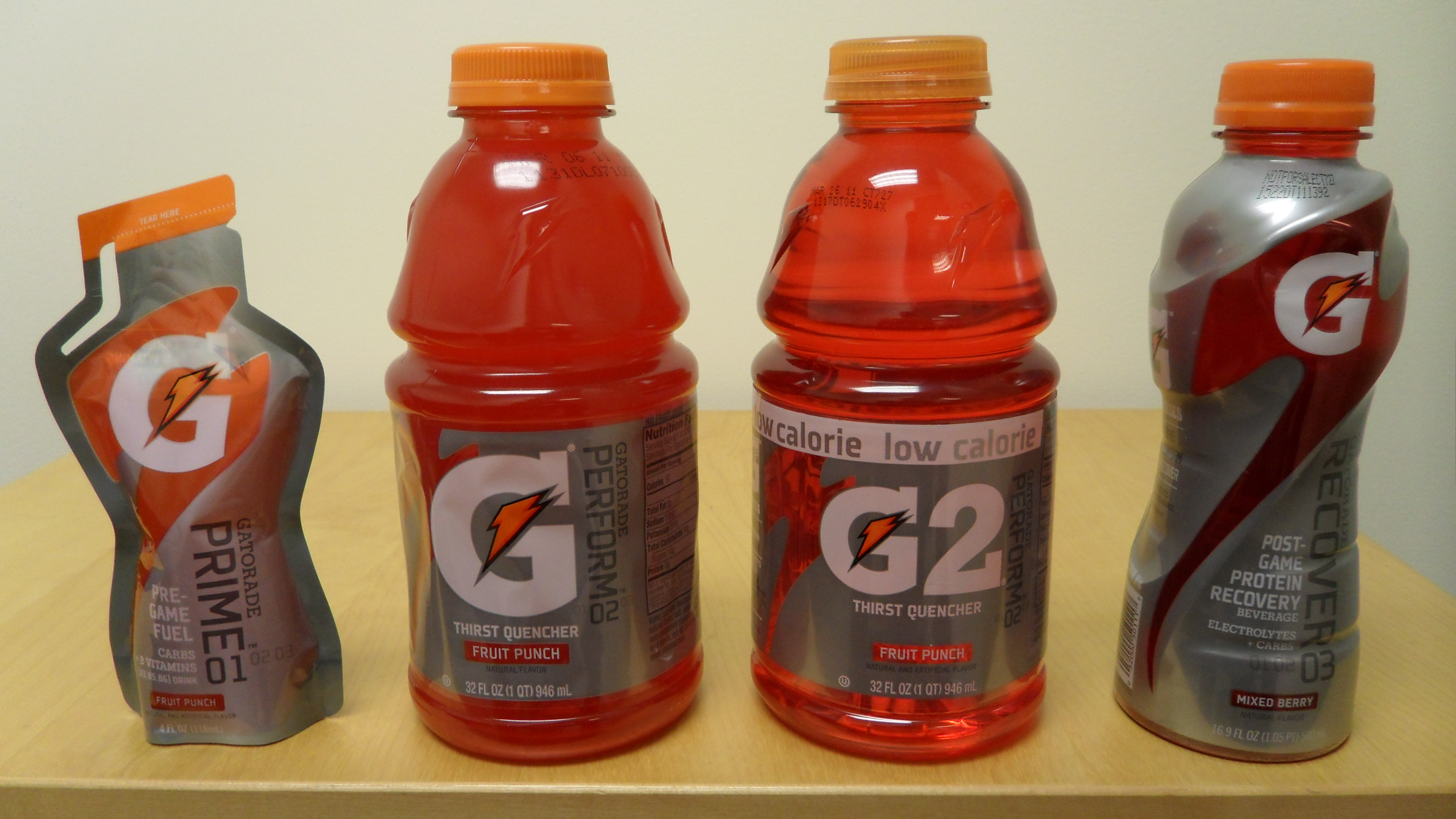
佳得乐産品包裝

佳得乐（又譯作开特力）是一种非碳酸性运动饮料，由桂格燕麦公司销售，属于百事公司旗下产品。产品最初是提供给运动员使用，现在已成为一种常见的零售饮料。
饮料倾向于补水和补充碳水化合物（结合糖类蔗糖和葡萄糖）以及电解质（如钠和钾盐等）能够促进体液吸收，帮助身体维持体液平衡，在运动后有效的提供身体能量。

## 历史
“佳得乐”（Gatorade）是佛罗里达大学的研究专家最早开发出的产品，其名称带有明显的学校文化的烙印。
佛罗里达大学（University of Florida）以佛罗里达州最常见的短吻鳄为吉祥物。鳄鱼单词Alligator缩写成gator。
1965年，佛罗里达大学的科研人员试验出佳得乐后，给佛罗里达大学橄榄球鳄鱼队饮用。1967年，鳄鱼队获得第一座橘子碗（Orange Bowl）。这种运动饮料被迅速推广到其他球队。
科研人员起初准备给佳得乐的名字是gator-aid，但这名字很容易被人想到是医用品（如急救包first-aid，创口贴band-aid），所以新取名为Gatorade.

## 产品评论
TFS Review: Gatorade Endurance Formula